# Musiq Soulchild
Musiq Soulchild (Philadelphia, 1977. szeptember 16. –) amerikai énekes, dalszerző. A philadelphiai származású Taalib Johnson, (Musiq Soulchild) soulénekes. Egyedi stílusa ötvözi az R&B-t, a soult, a funkot, a rockot, a bluest, a dzsesszt és a hip-hopot, olyan hangzást hozva létre, ami csak rá hasonlít, senki másra. „Soulzenésznek tartom magam, mert a soul minden műfajt felölel. Szeretek olyan zenét csinálni, ami jelent valamit az embereknek. Csak olyan zenét akarok csinálni, ami számít!”

## Pályafutása
Musiq Soulchild tíz gyermek egyikeként született egy muszlim családban. Philadelphiában nőtt fel. Tinédzserként határozta el, hogy profi zenész lesz.
első albuma 2000-ben jelent meg Aijuswanaseing címmel, amelyet a kritikusok és a közönség egyaránt jól fogadott. Platinalemez lett, mert több mint 1,8 millió album kelt belőle el. A Just Friends (Sunny), a Love és a Girl Next Door kislemezek szintén felkerültek a Billboard Hot 100-ra.
A következő albuma meg tudta ismételni ezt a sikert 2002-ben, amerikai albumlisták 1. helyére került, szintén platinalemez lett. A 2003-ban megjelent Soulstar album ugyan kevésbé volt sikeres, de az amerikai listákra azért felkerült.
A Soulstar után a Soulchild három év kreatív szünetet tartott. Elvált a Def Jam lemezcégétől, és az Atlantic Recordshoz váltott.
Negyedik albuma 2007-ben jelent meg, és ismét megszerezte az első listahelyet és aranylemez lett. A 2008-as OnMyRadio album újabb piaci siker volt. A siker a 2011-ben megjelent Musiqinthemagiq című albummal folytatódott. A 2013-ban megjelent 9ine album viszont a R&B toplisták végére került.

## Albumok
- 2000: Aijuswanaseing
- 2002: Juslisen
- 2003: Soulstar
- 2007: Luvanmusiq
- 2008: OnMyRadio
- 2011: MusiqInTheMagiq
- 2013: 9ine (& Syleena Johnson)
- 2016: Life on Earth
- 2017: Come to Me